# Kethi
Kethi (o Ketti) è una suddivisione dell'India, classificata come town panchayat, di 24.465 abitanti, situata nel distretto dei Nilgiri, nello stato federato del Tamil Nadu. In base al numero di abitanti la città rientra nella classe III (da 20.000 a 49.999 persone).

## Geografia fisica
La città è situata a 11° 23' 06 N e 76° 43' 39 E.

## Società

### Evoluzione demografica
Al censimento del 2001 la popolazione di Kethi assommava a 24.465 persone, delle quali 11.994 maschi e 12.471 femmine. I bambini di età inferiore o uguale ai sei anni assommavano a 2.392, dei quali 1.195 maschi e 1.197 femmine. Infine, coloro che erano in grado di saper almeno leggere e scrivere erano 18.358, dei quali 9.916 maschi e 8.442 femmine.